# 大蕉松鼠
大蕉松鼠（學名：Callosciurus notatus），又名芭蕉松鼠、東方松鼠及三色松鼠，為松鼠科麗松鼠屬的動物。

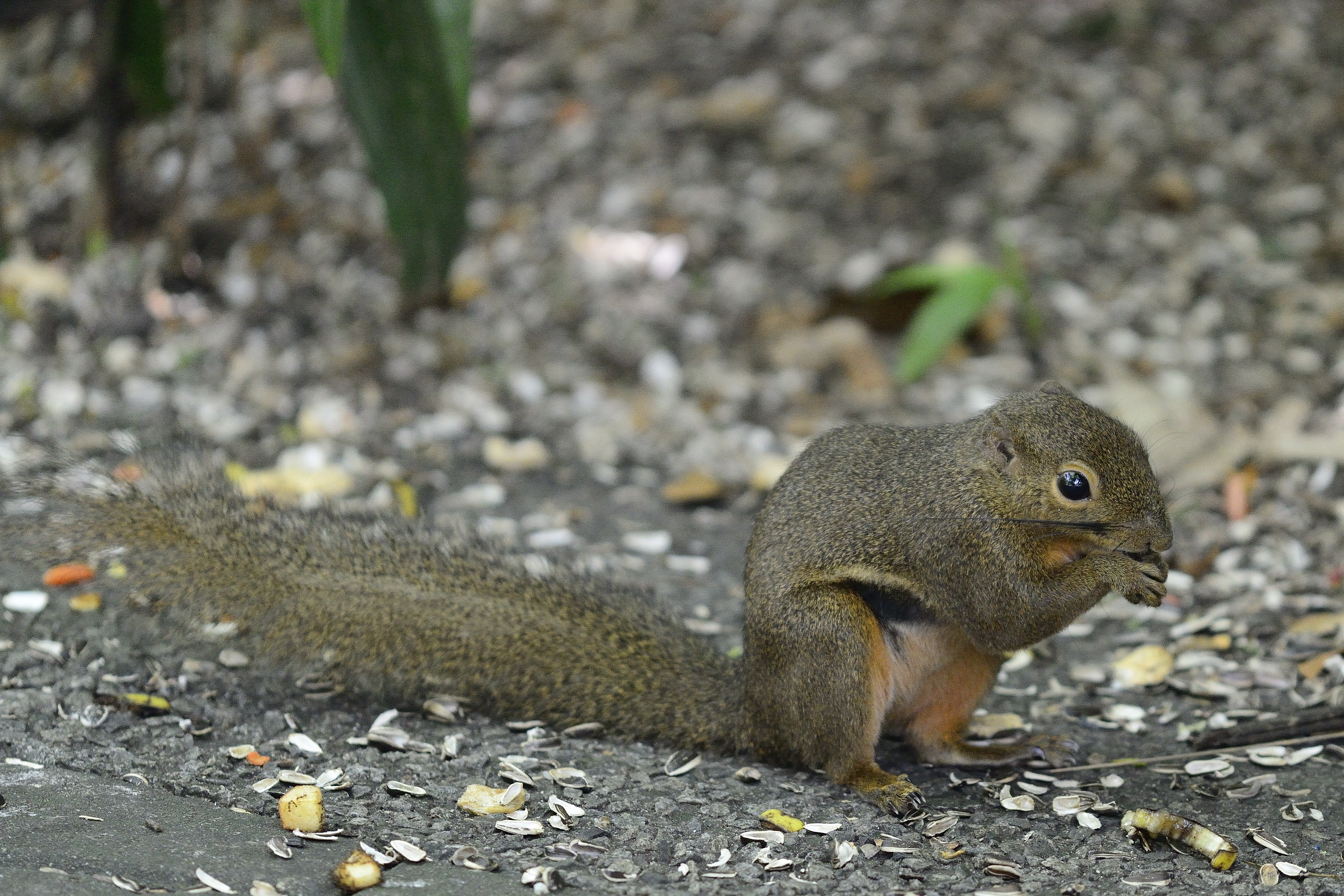
攝於新加坡

## 特征
身體連的尾巴一般長 20-30 公分左右（約 7.9 - 12 寸），並擁有灰色或棕色板栗的腹部和腹旁有黑白色相間的條紋。

## 分佈
分佈於印尼、馬來西亞、新加坡和泰國；多棲息於森林、紅樹林、公園、花園及農業範圍。多被果農認為有害。

## 習性
主要食用由樹葉和果實，但也有時也會食用昆蟲和鳥蛋。大蕉松鼠有時會破開樹枝並抓食當中所含有的螞蟻幼蟲。牠們亦可進食體積比牠們身體大得多的水果，如芒果、菠蘿蜜、椰子等。牠們非常快速和敏捷，能在樹與樹之間跳上幾米，一般很少在地面上遊蕩。

## 資料來源
1. ↑  Duckworth, J.W., Timmins,  R.J. & Molur, S. . The IUCN Red List of Threatened Species 2008.   [2010-11-30].

- Wildlife Singapore Photos and description
- Ecology Asia Photos and description
- SUIRRELS OF SOUTHEAST ASIA
- Wildlife Singapore Photos and description